# Люксина (река)
Люксина — река в Красноярском крае России.

## Общая информация
Протекает по территории Эвенкийского района в горной местности плато Путорана. Образуется слиянием рек Левая Люксина и Правая Люксина. Исток находится южнее озера Харпича и западнее озера Люксина на высоте больше 486 м над уровнем моря. В нижнем течении протекает через озеро Люксина. После выхода из озера ширина реки составляет 75 м, а глубина — 1,4 м. Впадает в реку Котуй в 1452 км от её устья по правому берегу. Длина реки составляет 64 км, площадь водосборного бассейна — 1060 км². Населённых пунктов на реке нет.

## Данные водного реестра
По данным государственного водного реестра России и геоинформационной системы водохозяйственного районирования территории РФ, подготовленной Федеральным агентством водных ресурсов:
- Бассейновый округ — Енисейский
- Речной бассейн — Хатанга
- Речной подбассейн — Котуй
- Водохозяйственный участок — Котуй
- Код водного объекта — 17040200112117600007552

### Основные притоки
(указано расстояние от устья)
- 26 км — река Илёма (Илэмэ) (пр)
- 33 км — река Илья-Урек (Илья-Юрях) (лв)